# Marionsjön
Marionsjön är en konstgjord sjö på Jörsön intill bruksorten Söderfors i Tierps kommun i Uppland, som ingår i Dalälvens huvudavrinningsområde. Hedesunda-Söderforsfjärdarnas fiskevårdsområde anordnar fiske i Marionsjön.

## Historik
Järnbruket Söderfors Bruks AB köptes i början av 1900-talet av Stora Kopparbergs Bergslags AB. Marionsjön skapades då en direktörsvilla skulle anläggas på udden vid Bengtasviken. Direktören ville dock att villan skulle anläggas på en höjd. För att skapa denna höjd togs släpgrävmaskinen Marion 7400 dit.  Massorna till höjden togs invid villan och skapade då en sjö, som därav fått namnet Marionsjön av lokalbefolkningen. 